# Martin Harnik
Martin Harnik (n. 10 iunie 1987, Hamburg, Germania de Vest) este un fotbalist austriac, care joacă pe postul de mijlocaș lateral.

## Familie
Tatăl lui Martin, Erich Harnik, provine din Allerheiligen im Mürztal, Stiria, Austria și Susann Harnik, mama lui Martin, din Hamburg. După ce și-a întâlnit soția, Erich s-a mutat în Hamburg. Acolo s-a născut și Martin Harnik în 1987, cel mai tânăr dintre cei trei copii ai familiei.

## Cariera de jucător

### Începutul carierei
Harnik a început să joace fotbal în 1992, la vârsta de cinci ani, la clubul SC Vier- und Marschlande. La începutul anului 2006, el s-a alăturat echipei secunde a celor de la Werder Bremen, jucând în Regionalliga Nord, cea de-a treia divizie germană.
Din cauza ruperii unui os metatarsian, Harnik a ratat prima parte a anului 2007. La începutul sezonului 2007–08, atacantul a fost promovat la prima echipă, cu care a semnat un contract pe trei ani până în 2010.
La data de 15 august 2007, Marin Harnik a debutat la echipa mare în primul meci al turul trei preliminar al Ligii Campionilor contra echipei Dinamo Zagreb.
Debutul său în Bundesliga a venit după zece zile, într-o victorie 1-0 contra echipei 1. FC Nürnberg. După ce a fost introdus pe teren în minutul 61, el marcat golul victoriei după doar opt minute. Pe 24 august 2009, a fost anunțat că Harnik va putea să părăsească clubul SV Werder Bremen drept jucător liber de contract, însă șase zile mai târziu a fost împrumutat la Fortuna Düsseldorf.
După un sezon în 2. Bundesliga, în care el a fost golgheterul Fortunei (12 goluri la 24 aprilie 2010) și echipa a ratat promovarea în Bundesliga, Harnik a anunțat pe 26 aprilie 2010 că va pleca din Düsseldorf.

### VfB Stuttgart
În iulie 2010, el a semnat cu VfB Stuttgart. În prima etapă a celui de-al doilea sezon al său la club, Harnik a marcat golul doi din victoria 3-0 împotriva echipei FC Schalke 04. În sezonul 2011–2012, Harnik a fost golgheterul lui Stuttgart cu 17 goluri și opt pase decisive. Pe 6 ianuarie 2012, el și-a prelungit contractul cu VfB Stuttgart până în 2016.  Harnik a marcat de două ori în finala Cupei Germanie din 1 iunie 2013, dar echipa sa a pierdut cu scorul de 3–2 contra celor de la FC Bayern München , bavarezii reușind astfel să facă tripla: campionat, cupă și Liga Campionilor.

## Cariera internațională
Harnik, care putea să joace și pentru naționala Germaniei, a optat pentru Austria, cu toate că nu a locuit niciodată acolo, el fiind nominalizat pentru echipa națională de tineret de către ÖFB, nu de Federația Germană de Fotbal.
Meicul de debut fost contra Republicii Cehe pe Ernst-Happel-Stadion în Viena la 22 august 2007, meci încheiat 1–1. La șase minute de la intrarea pe teren, a marcat golul egalizator în minutul 78.
El a fost selecționat la lotul echipei naționale de seniori pentru Campionatul European din 2008. Harnik played in all three group games but the co-hosts were eliminated in the group stage. La data de 2 septembrie 2011, Harnik a marcat împotriva Germaniei în înfrângerea 6-2 de pe Veltins-Arena din Gelsenkirchen. Victoria ar fi însemnat calificarea Austriei la Campionatul European din 2012.

### Goluri internaționale
| #   | Data              | Stadion                                      | Adversar          | Scor | Rezultat | Competiție                                   |
| --- | ----------------- | -------------------------------------------- | ----------------- | ---- | -------- | -------------------------------------------- |
| 1.  | 22 august 2007    | Ernst-Happel-Stadion, Viena                  | Cehia             | 1–1  | 1–1      | Meci amical                                  |
| 2.  | 30 mai 2008       | UPC-Arena, Graz                              | Malta             | 5–1  | 5–1      | Meci amical                                  |
| 3.  | 12 octombrie 2010 | Stadionul Regele Baudouin, Bruxelles         | Belgia            | 4–4  | 4–4      | Preliminariile Euro 2012                     |
| 4.  | 7 iunie 2011      | UPC-Arena, Graz                              | Letonia           | 2–1  | 3–1      | Meci amical                                  |
| 5.  | 7 iunie 2011      | UPC-Arena, Graz                              | Letonia           | 3–1  | 3–1      | Meci amical                                  |
| 6.  | 2 septembrie 2011 | Veltins-Arena, Gelsenkirchen                 | Germania          | 4–2  | 6–2      | Preliminariile Euro 2012                     |
| 7.  | 29 februarie 2012 | Wörthersee Stadion, Klagenfurt am Wörthersee | Finlanda          | 2–0  | 3–1      | Meci amical                                  |
| 8.  | 16 octombrie 2012 | Ernst-Happel-Stadion, Viena                  | Kazahstan         | 4–0  | 4–0      | Calificările pentru Campionatul Mondial 2014 |
| 9.  | 26 martie 2013    | Aviva Stadium, Dublin                        | Republica Irlanda | 0–1  | 2–2      | Calificările pentru Campionatul Mondial 2014 |
| 10. | 11 octombrie 2013 | Friends Arena, Solna                         | Suedia            | 0–1  | 2–1      | Calificările pentru Campionatul Mondial 2014 |
| 11. | 27 martie 2015    | Rheinpark Stadion, Vaduz                     | Liechtenstein     | 0–1  | 0–5      | Preliminariile Euro 2016                     |
| 12. | 8 septembrie 2015 | Friends Arena, Solna                         | Suedia            | 0–2  | 1–4      | Preliminariile Euro 2016                     |
| 13. | 8 septembrie 2015 | Friends Arena, Solna                         | Suedia            | 0–4  | 1–4      | Preliminariile Euro 2016                     |
| 14. | 26 martie 2016    | Ernst-Happel-Stadion, Viena                  | Albania           | 2–0  | 2–1      | Meci amical                                  |

## Palmares
Werder Bremen
- Cupa UEFA
  - Finalist (1): 2008-2009

VfB Stuttgart
- DFB-Pokal
  - Finalist (1): 2012-2013

## Statistici
La 19 iunie 2016.
| Club               | Sezon         | Campionat | Campionat | Cupă    | Cupă   | Europa  | Europa | Total   | Total  |
| Club               | Sezon         | Meciuri   | Goluri    | Meciuri | Goluri | Meciuri | Goluri | Meciuri | Goluri |
| ------------------ | ------------- | --------- | --------- | ------- | ------ | ------- | ------ | ------- | ------ |
| Werder Bremen      | 2007–08       | 9         | 1         | 0       | 0      | 5       | 0      | 14      | 1      |
| Werder Bremen      | 2008–09       | 8         | 0         | 0       | 0      | 1       | 0      | 9       | 0      |
| Werder Bremen      | Total         | 17        | 1         | 0       | 0      | 6       | 0      | 23      | 1      |
| Fortuna Düsseldorf | 2009–10       | 30        | 13        | 0       | 0      | –       | –      | 30      | 13     |
| Fortuna Düsseldorf | Total         | 30        | 13        | 0       | 0      | –       | –      | 30      | 13     |
| VfB Stuttgart      | 2010–11       | 32        | 9         | 2       | 3      | 10      | 5      | 44      | 17     |
| VfB Stuttgart      | 2011–12       | 34        | 17        | 4       | 0      | –       | –      | 38      | 17     |
| VfB Stuttgart      | 2012–13       | 30        | 5         | 5       | 5      | 12      | 2      | 47      | 12     |
| VfB Stuttgart      | 2013–14       | 30        | 10        | 2       | 0      | 3       | 0      | 35      | 10     |
| VfB Stuttgart      | 2014–15       | 28        | 9         | 1       | 0      | 0       | 0      | 29      | 9      |
| VfB Stuttgart      | 2015–16       | 17        | 2         | 2       | 1      | 0       | 0      | 19      | 3      |
| VfB Stuttgart      | Total         | 171       | 52        | 16      | 9      | 25      | 7      | 212     | 68     |
| Total carieră      | Total carieră | 214       | 66        | 16      | 9      | 31      | 7      | 259     | 82     |